# Jean-Marie Oscar Gué
Jean-Marie Oscar Gué est un peintre français né à Bordeaux le 28 septembre 1809 et mort dans la même ville le 30 septembre 1877.

## Biographie
Jean-Marie Oscar Gué est élève de son oncle Julien-Michel Gué (1789-1843) et de Jean Alaux (1786-1864).
Il reçoit une médaille en 1834 et en 1840. Il peint une série de tableaux d'histoire, dont certains en collaboration avec Jean Alaux, pour le musée de l'Histoire de France du château de Versailles. Il achève en 1876 le tableau Les Saintes femmes au tombeau du Christ commencé par Julien-Michel Gué. Il devient enseignant à l'École des beaux-arts de Paris.

## Œuvres dans les collections publiques
- Bordeaux, musée des Beaux-Arts : 
  - Portait d'homme (autoportrait) ;
  - Architecture et personnages.
- Dreux, musée d'Art et d'Histoire, esquisses des glaces peintes de la chapelle royale de Dreux (collection Louis-Philippe) :
  - Jésus livré aux juifs ou Ecce Homo, huile, 32 × 28 cm (inv. D 875.1.1)[3] ;
  - Le baiser de Judas, huile, 32 × 28 cm (inv. D 875.1.4)[4] ;
  - Jésus portant sa croix, huile, 32 × 28 cm (inv. D 875.1.3)[5] ;
  - Les Saintes femmes au tombeau, huile, 43 × 39 cm (inv. D 875.1.5)[6] ;
  - Jésus devant Caïphe, huile, 32 × 28 cm (inv. D 875.1.2)[7].
- Perpignan, musée Hyacinthe-Rigaud : Une tour carrée, dessin.
- Rennes, musée des Beaux-Arts : Les Saintes femmes au tombeau du Christ, 1876, 1,64 × 1,45 m.
- Saint-Cyr-l’École, lycée militaire :
  - Plan de la bataille de Rocroy, d'après Sauveur Le Conte ;
  - Plan du siège de Thionville, d'après Sauveur Le Conte.
- Versailles, musée de l'Histoire de France :
  - Combat de Harenc le 7 février 1098 ;
  - Louis-Henri de Bourbon, prince de Condé (1692-1740) ;
  - Saint Louis reçoit à Damiette le patriarche de Jérusalem, 1847[8] ;
  - Bataille d'Anghiari, 14 janvier 1797, 1833-1837, avec Jean Alaux[9] ;
  - Entrée de l'armée à Memmingen 14 octobre 1805 avec Jean Alaux ;
  - Christian IV roi du Danemark (1577-1648), d'après Carel van Mander ;
  - Prise de Crémone 12 mai 1796, 1833-1837, avec Jean Alaux.

Œuvres de Jean-Marie Oscar Gué
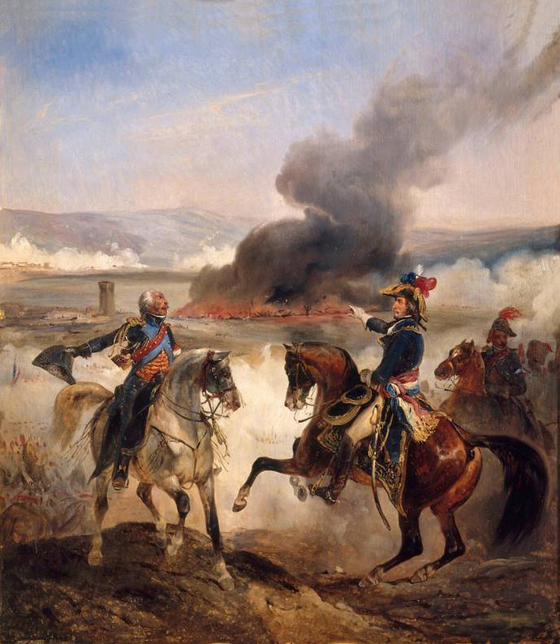
Bataille d'Anghiari, 14 janvier 1797 (1833-1837), avec Jean Alaux, Versailles, musée de l'Histoire de France.
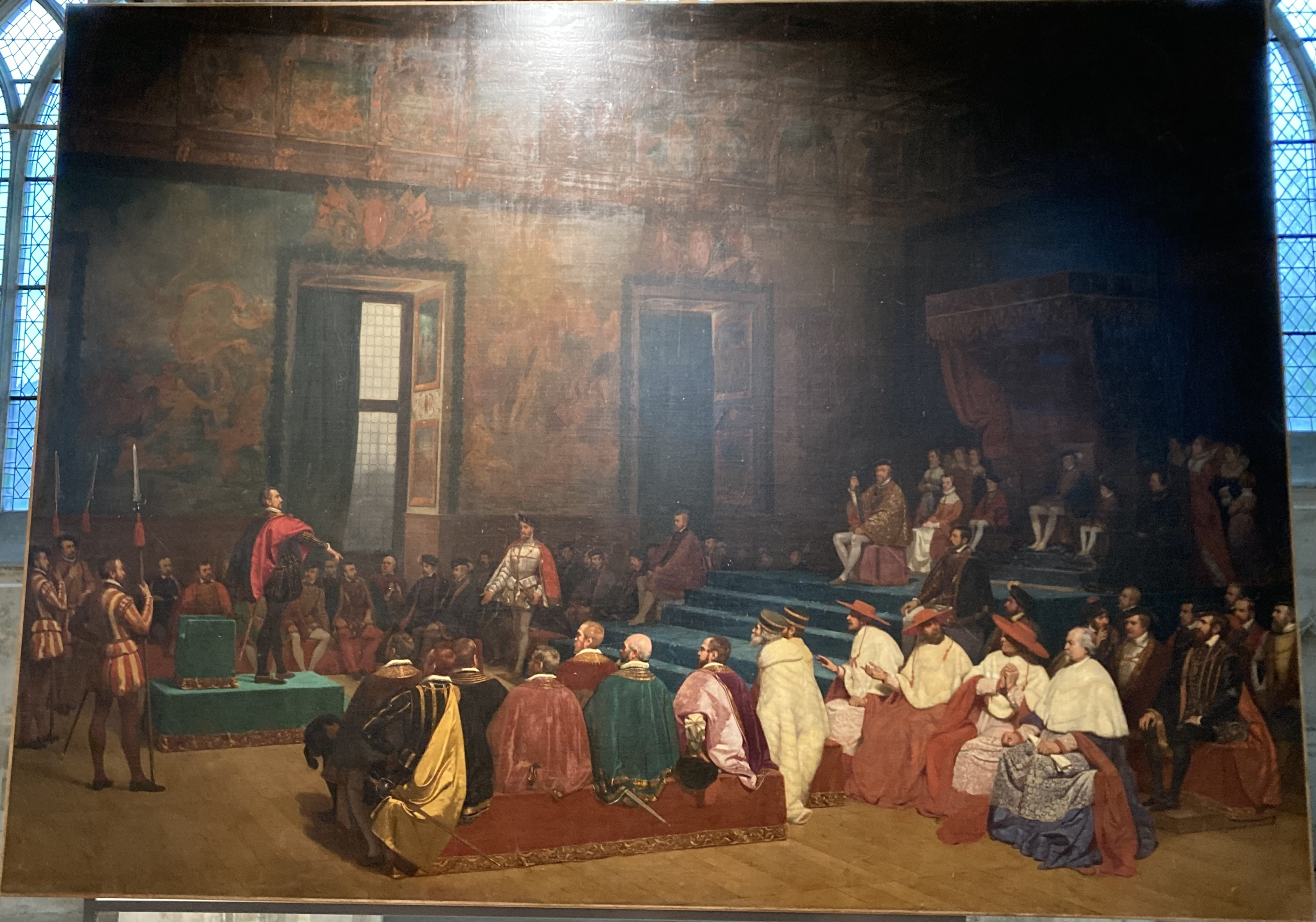
Louis de Bourbon, Ier du nom, prince de Condé, devant la Cour de François II (1842), église Saint-Jacques de Lisieux.
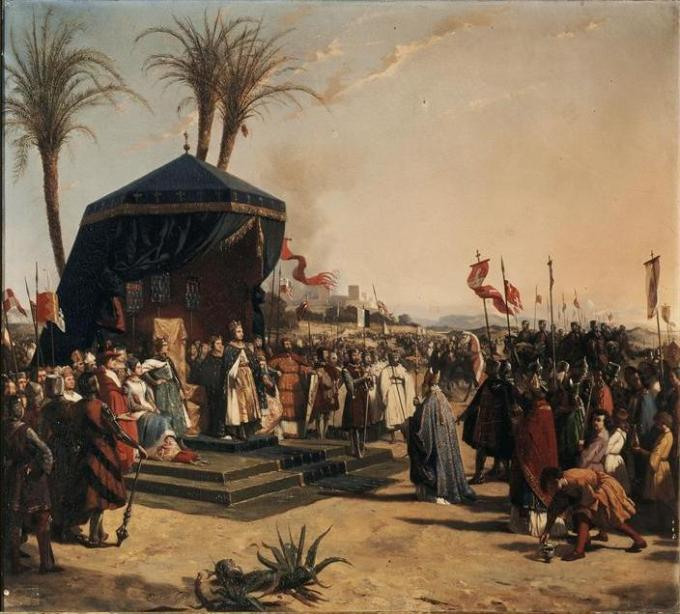
Saint Louis reçoit à Damiette le patriarche de Jérusalem (1847), Versailles, musée de l'Histoire de France.

## Élèves
- Edmond Louis Dupain (1847-1933)
- Auguste-Antoine Durandeau (1854-1941)
- Louis Tauzin (1844-1915)